# Vailly (Haute-Savoie)
Vailly is een gemeente in het Franse departement Haute-Savoie (regio Auvergne-Rhône-Alpes) en telt 633 inwoners (2005). De plaats maakt deel uit van het arrondissement Thonon-les-Bains.

## Geografie
De oppervlakte van Vailly bedraagt 18,8 km², de bevolkingsdichtheid is 33,7 inwoners per km².
De onderstaande kaart toont de ligging van Vailly (Haute-Savoie) met de belangrijkste infrastructuur en aangrenzende gemeenten.

## Demografie
Onderstaande figuur toont het verloop van het inwonertal (bron: INSEE-tellingen).